# 일본의 인터넷
이 문서는 일본의 인터넷, 일본의 인터넷 관련 정보를 기술한다. 일본의 인터넷은 인구의 90% 이상과 거의 100%의 중소기업에 고품질 서비스를 제공하며, 스마트폰과 같은 기기를 통한 모바일 인터넷이 가장 인기 있는 서비스 유형이다. 총무성(MIC)은 통신, 인터넷, 방송 부문을 감독하지만 일본의 인터넷 산업에 대한 규제는 대부분 자발적인 자율 규제를 통해 이뤄지고 있다. 정부가 표현의 자유와 언론의 자유에 대한 법률을 존중하는 등 인터넷 콘텐츠에 대한 명시적인 검열이나 제한은 거의 또는 전혀 없다. 그러나 정부가 간접적으로 자기 검열 관행을 조장한다는 우려도 있다. 일본의 인터넷은 단일 매체가 아니며 다양한 일본인 그룹이 온라인에서 상호 작용함에 따라 다양한 방식으로 일본 문화에 영향을 미친다.
일본은 주로 컴퓨터가 아닌 휴대폰으로 인터넷을 사용한다.

## 통계
- 인터넷 사용자 : 1억 1,680만 명, 전체 인구의 91.3%, 세계 7위(2020년 1월 기준)[2]
- 가구 보급률: 92%(2019).[3]
- 사업 침투율: 99.6%(2019년).
- 고정 광대역: 32.2%(2019).
- 모바일 광대역: 133.2%, 세계 8위(2017년)
- 인터넷 호스트 수: 7,820만 명, 세계 2위(2017년)
- 모바일 소셜 미디어 보급률: 65%(2020년 1월).

## 같이 보기
- 갈라파고스화, 통신 기술의 고립화